# Трабзонский музей
Трабзонский музей (тур. Trabzon Müzesi), также известный как особняк Костаки (Kostaki Konağı), — дом-музей в Трабзоне (Турция), обладающий также археологической и этнографической экспозициями.

## История
Особняк был построен в начале 1900-х годов в качестве личной резиденции Костаки Теофилактоса, известного местного банкира греческого происхождения. Архитектор же, чьё имя не сохранилось, имел итальянское происхождение, и многие материалы, использованные при строительстве дома, были привезены из Италии.
После банкротства Теофилактоса в 1917 году, всё его имущество, включая и особняк, было конфисковано. Дом был приобретён семьёй Немлиоглу.
Во время Войны за независимость Турции (1919—1923) здание особняка служило штабом для военных. В 1924 году он был приведён в порядок в преддверии первого визита в Трабзон Мустафы Кемаля, основателя Турецкой Республики. В период с 15 по 17 сентября того года он гостил в этом доме со своей супругой Латифе.
В 1927 году здание было национализировано вали Трабзона Али Галип-беем и до 1931 года служило резиденцией вали. В 1931—1937 годах дом Костаки использовался в качестве офиса инспектора.
В 1937 году особняк Костаки был передан в пользование Министерству национального образования, и в течение следующих 50 лет в нём размещалась профессиональная средняя школа для девочек. Наконец, в 1987 году здание было передано Министерству культуры и туризма для преобразования его в музей.

## Музей
Здание, являющееся одним из выдающихся образцов гражданской архитектуры в Турции, подверглось реставрации в 1988—2001 годах. 22 апреля 2001 года оно было открыто для публики как Трабзонский музей. Собрание музея составляет 3651 единицу хранения.
Здание музея представляет собой трёхэтажное строение с подвальным помещением. В последнем хранятся археологические экспонаты. На первом этаже дома выставлены предметы, рассказывающие об архитектуре и истории особняка, на втором представлена этнографическая экспозиция, а третий или мансардный этаж используется администрацией музея.

### Археологический отдел
В археологическом отделе представлены старинные монеты и множество артефактов, созданных из различных материалов (мрамор, базальт, керамика, металл и стекло), относящиеся к бронзовому веку (3300-1200 гг. до н. э.), классическому (250—900 гг. н. э.), эллинистическому (323—146 гг. до н. э.), римскому (753 г. до н. э. — 1453 г. н. э.) и византийскому (330—1453) периоду.

### Отдел, посвящённый особняку
На первом этаже размещена экспозиция, рассказывающая об архитектуре самого здания и его истории с соблюдением хронологии. Стены всех комнат украшены резными декоративными изделиями ручной работы в барочном стиле.

### Этнографический отдел
В этнографическом отделе представлены предметы, характерные для повседневного быта местного региона. В нём также представлены произведения исламского искусства, а также артефакты османского периода (1299—1923).

## Галерея

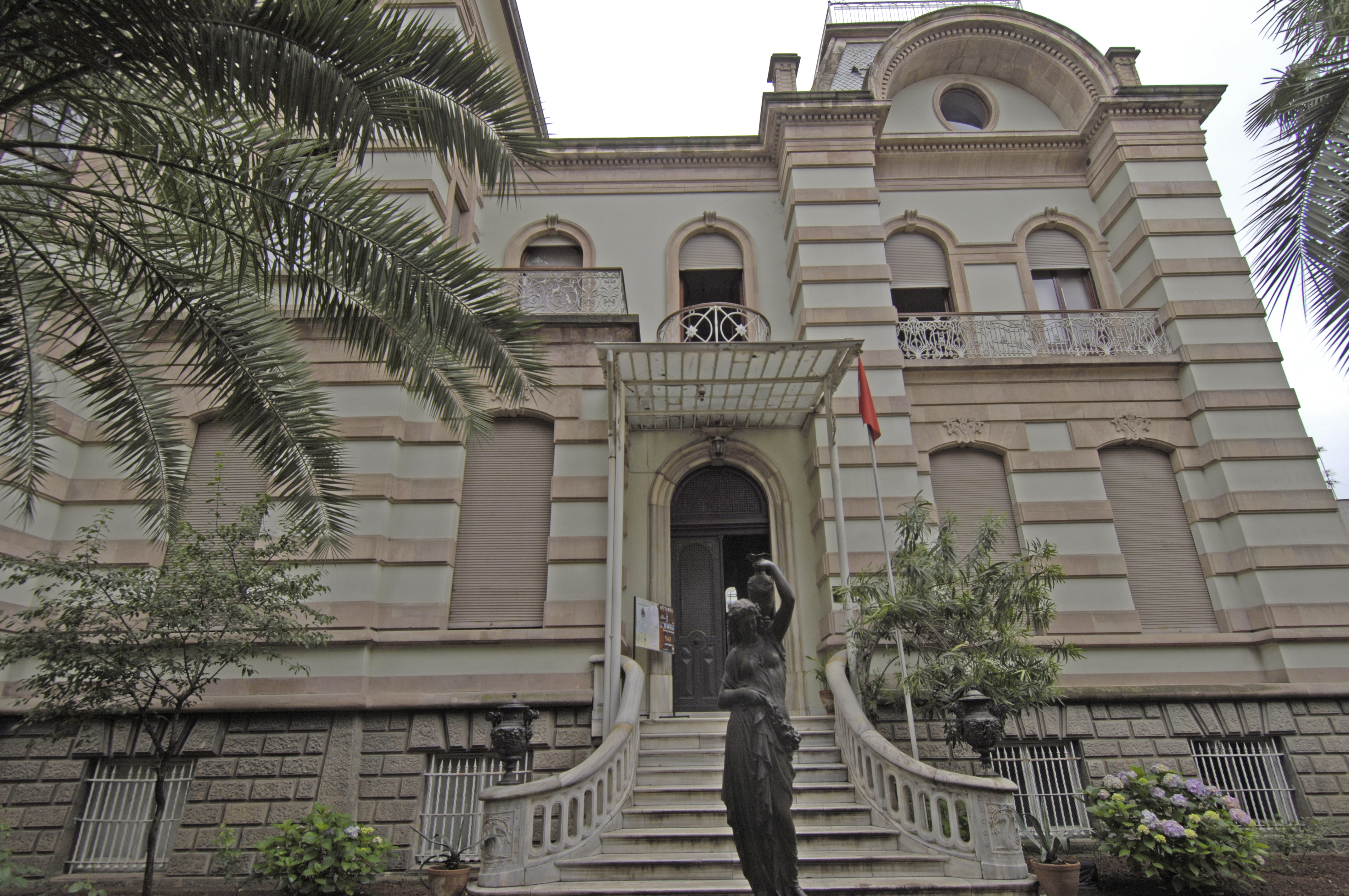
Вход в музей
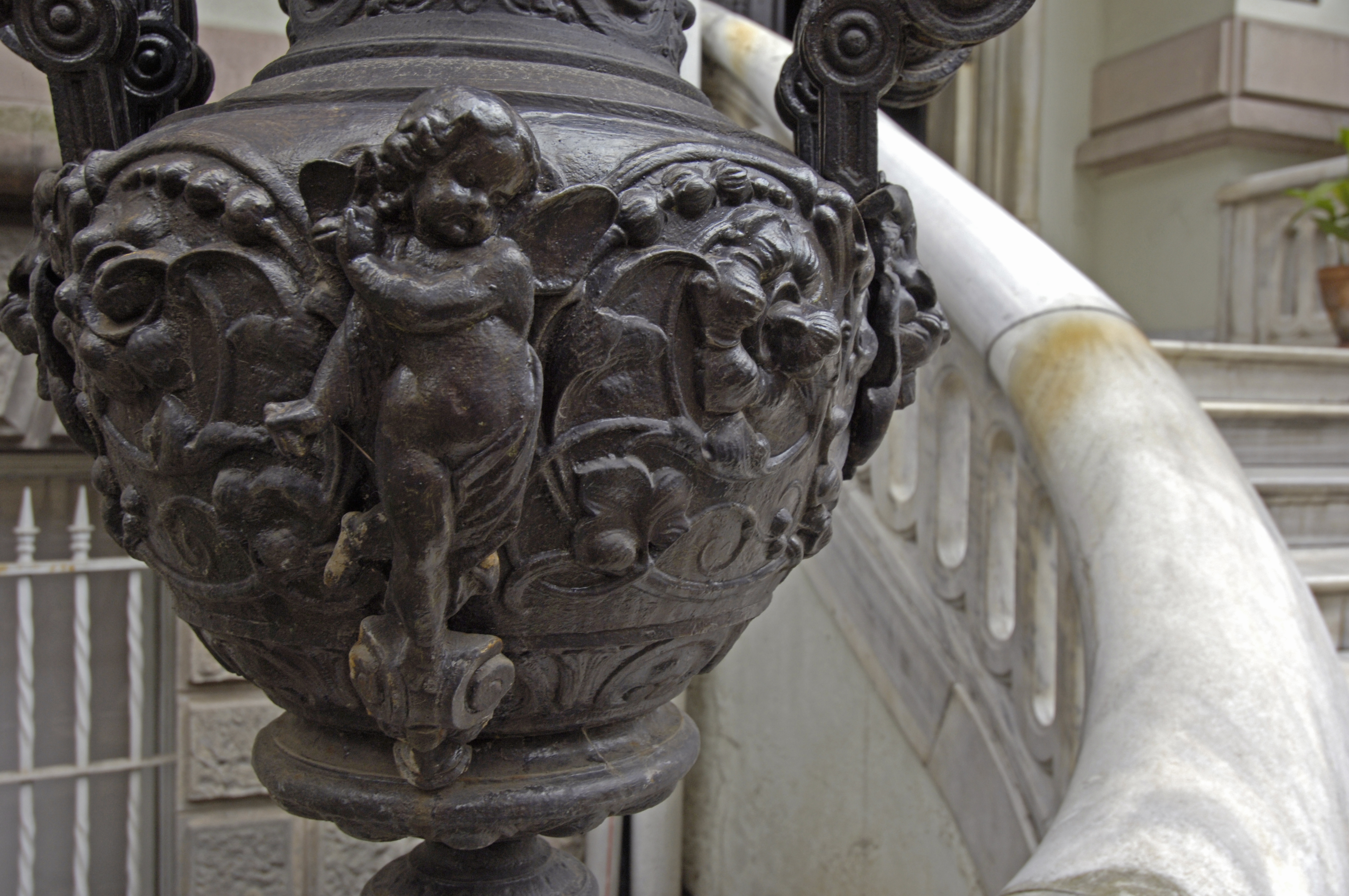
Украшение лестницы у входа в музей
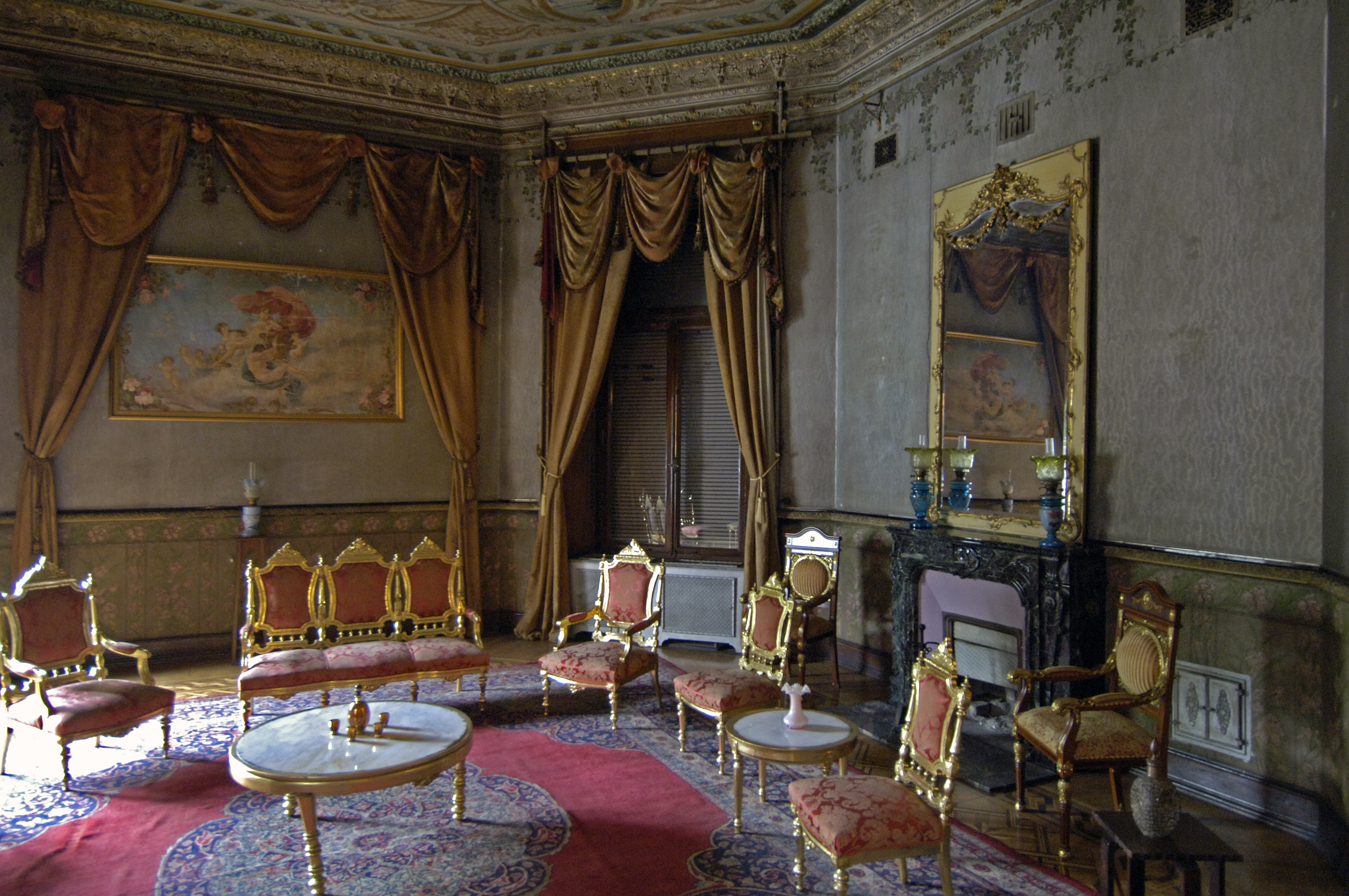
Гостиная в здании музея
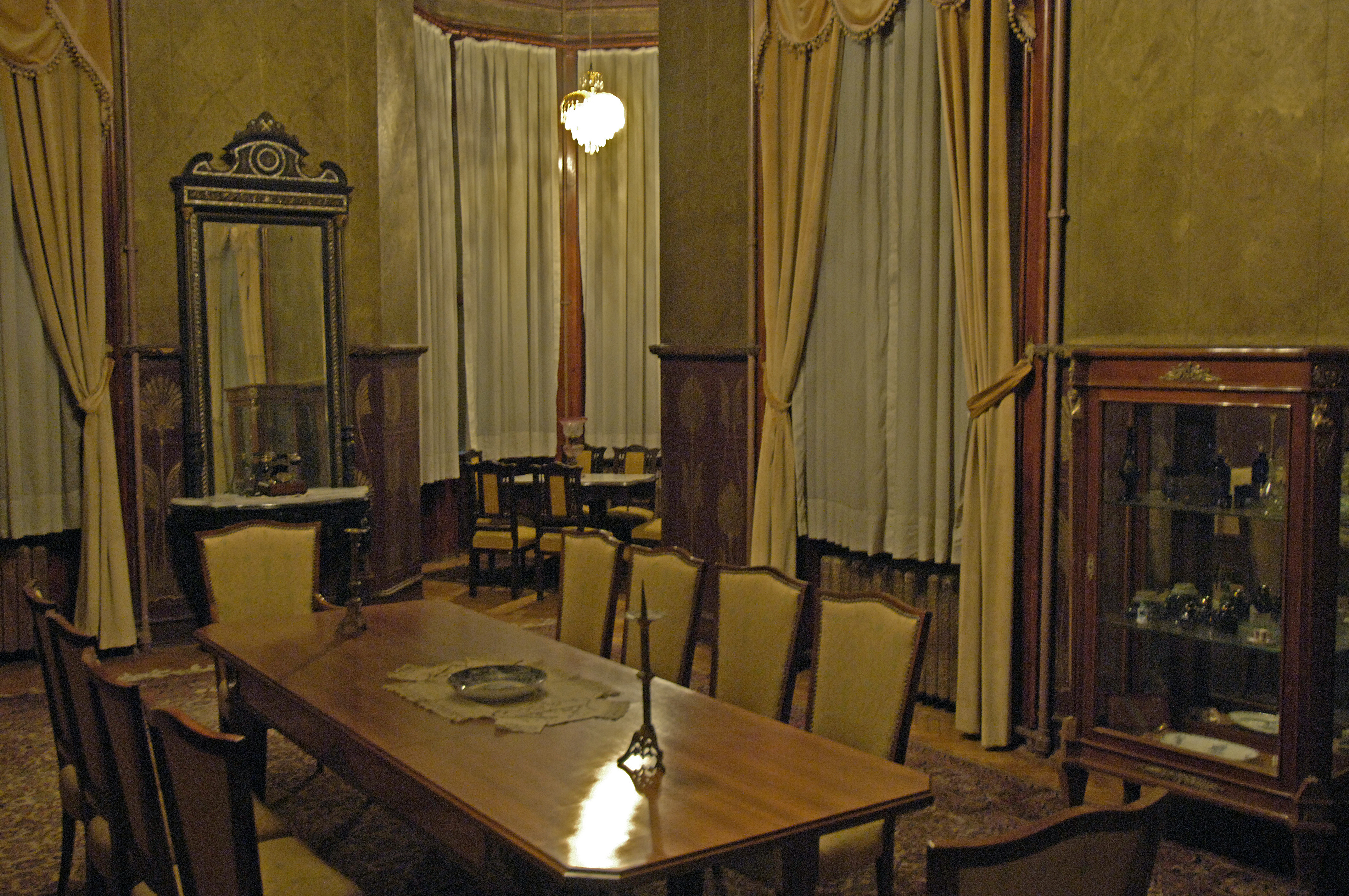
Обеденная комната
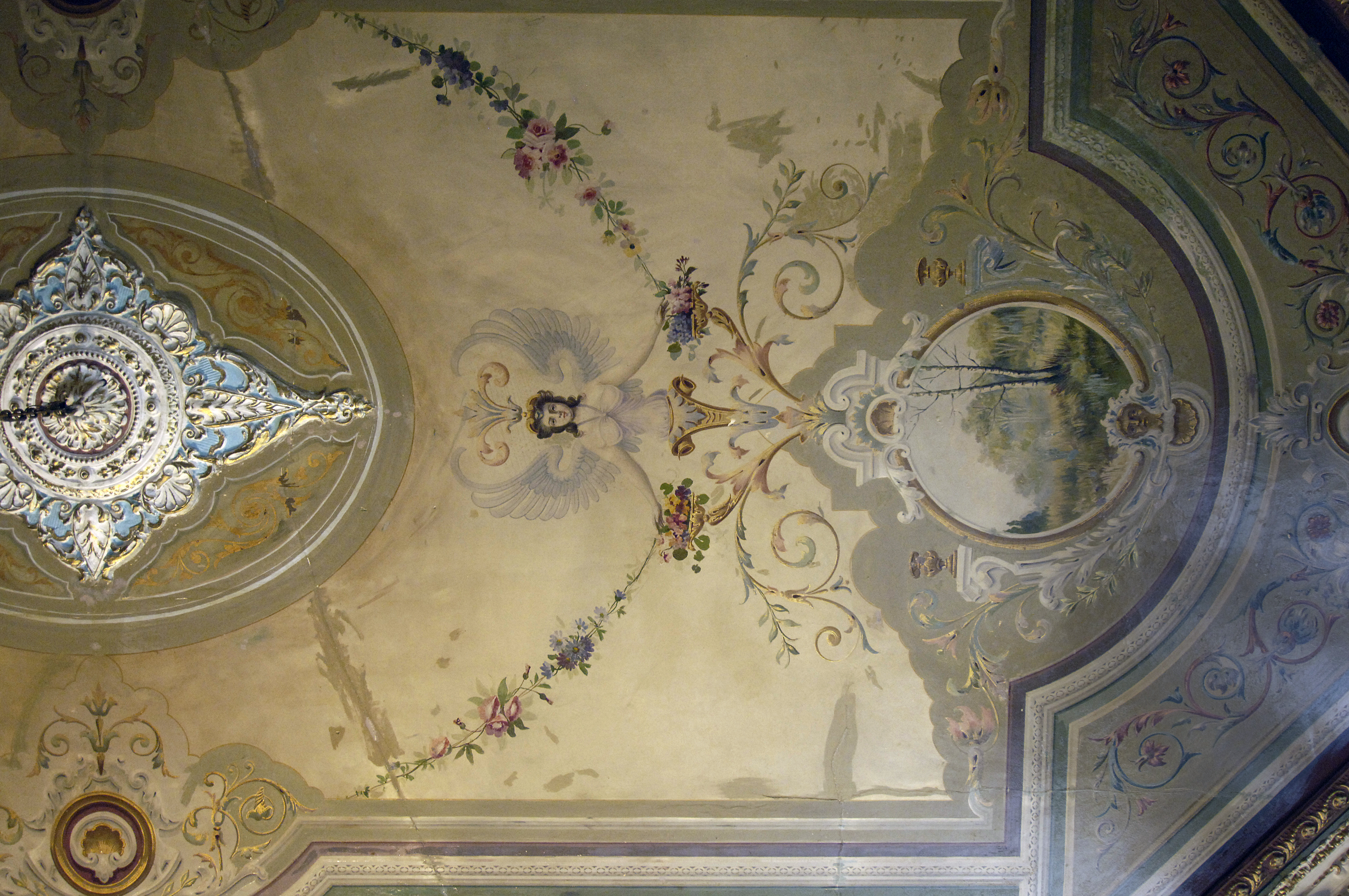
Потолок музея
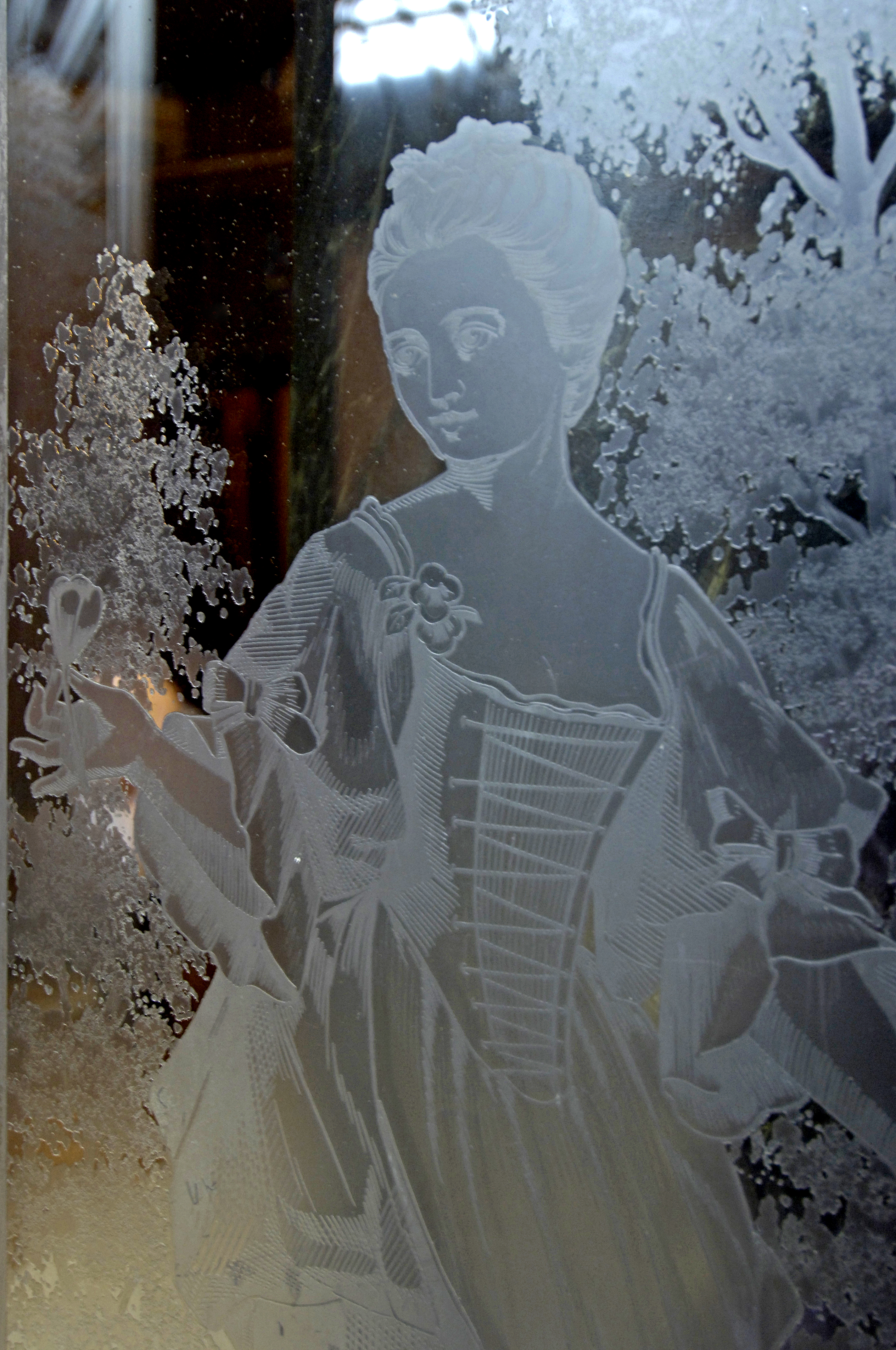
Стеклянная панель
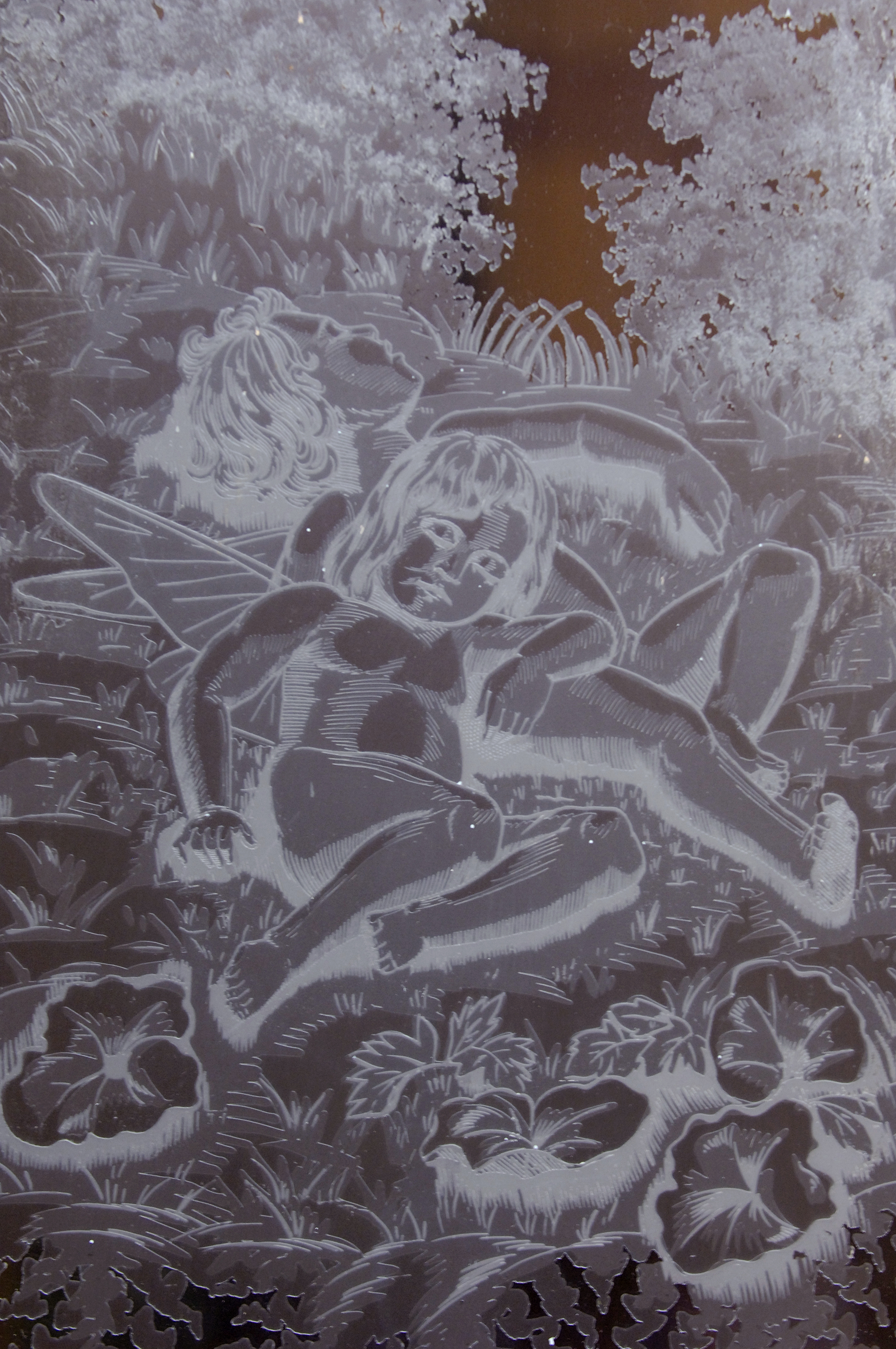
Стеклянная панель
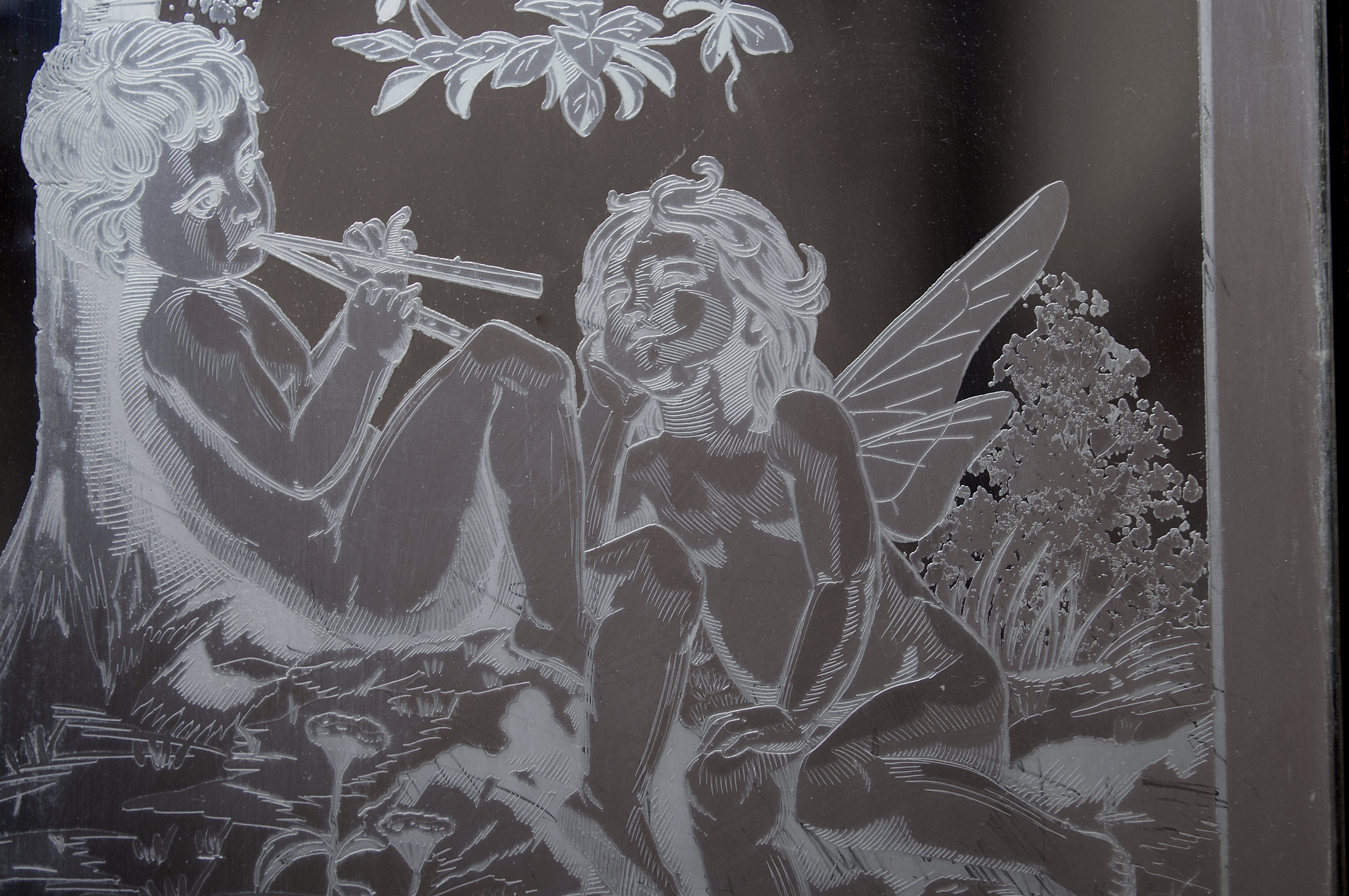
Стеклянная панель
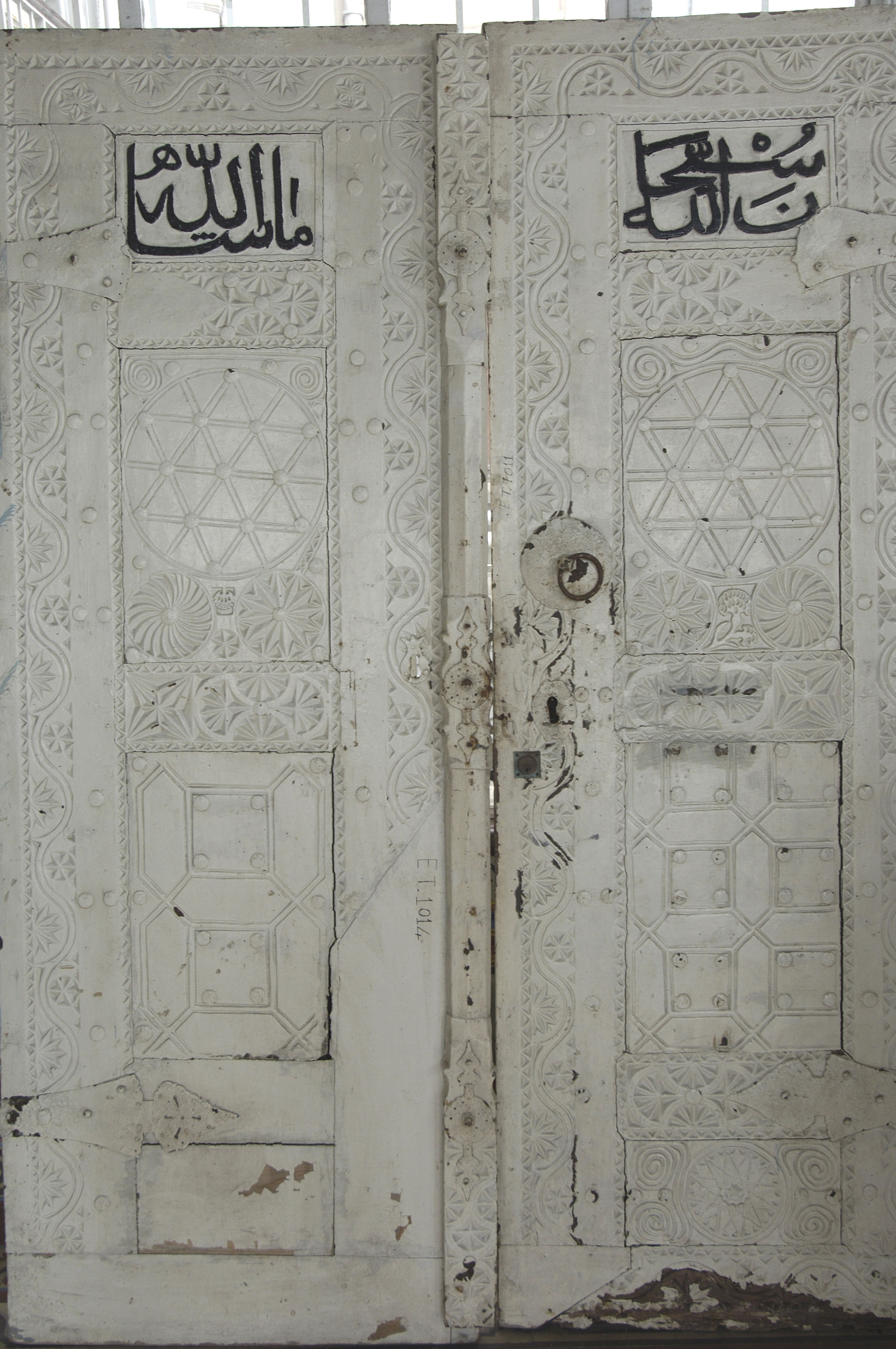
Дверь мечети
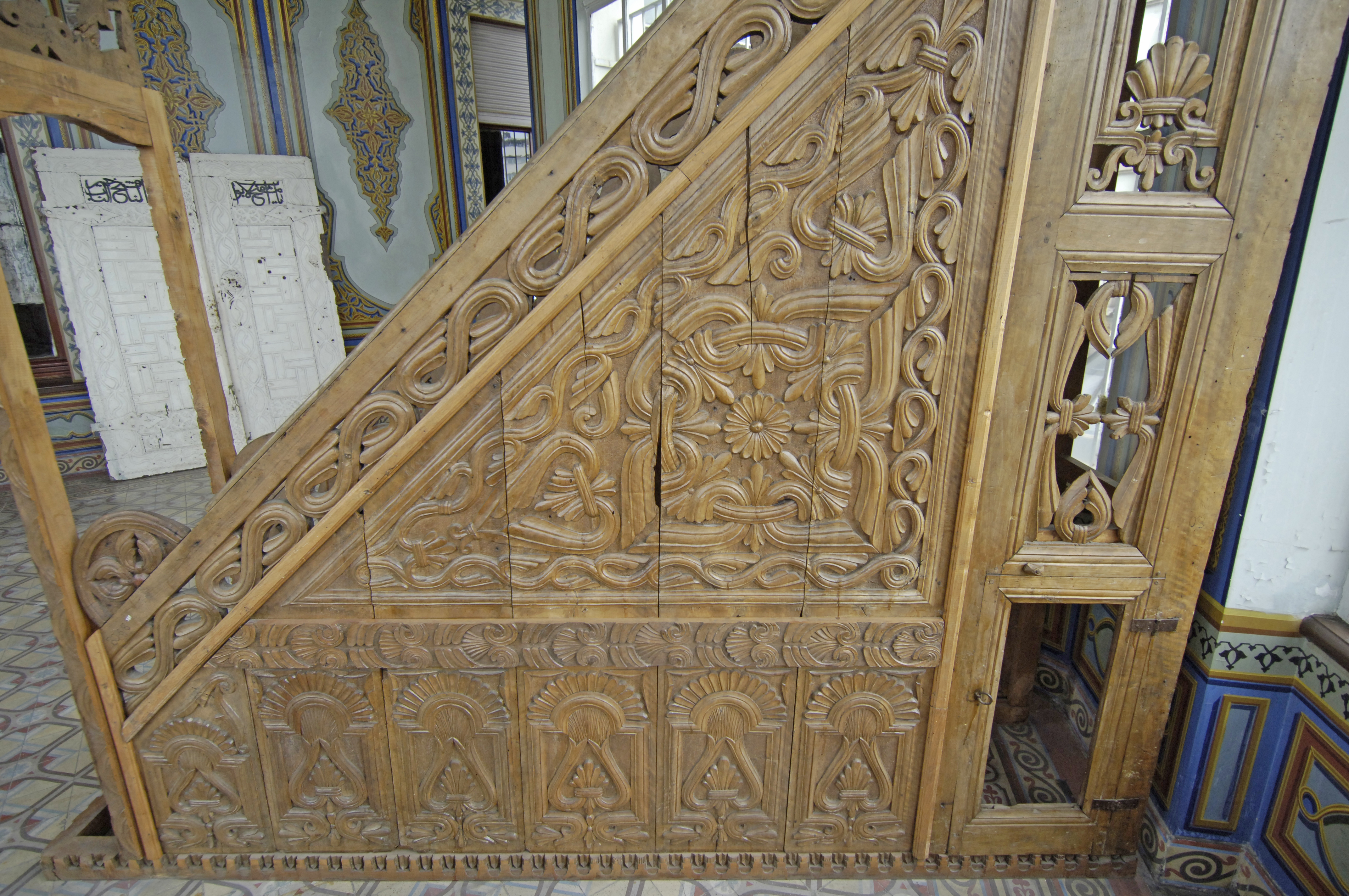
Михраб
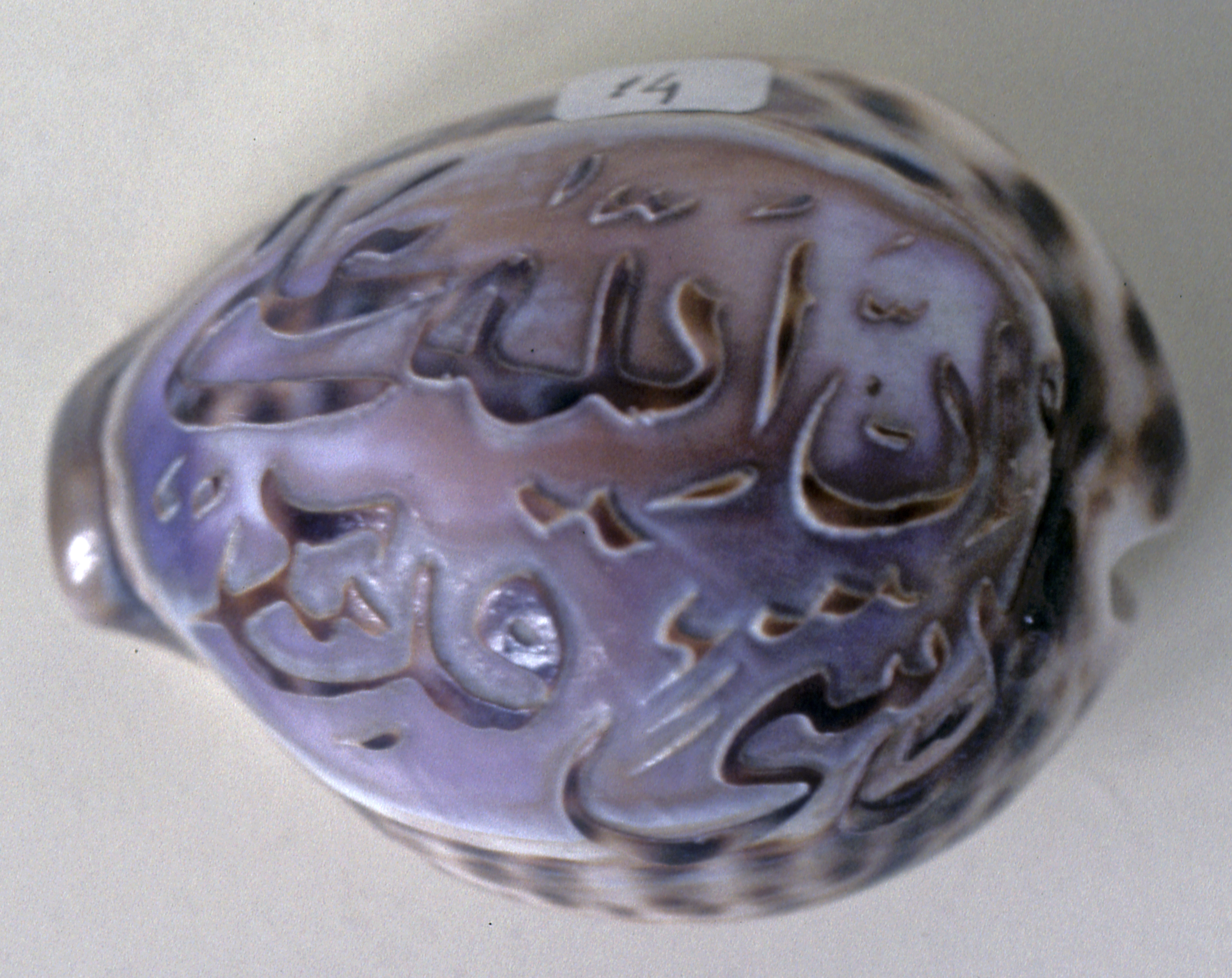
Резная раковина
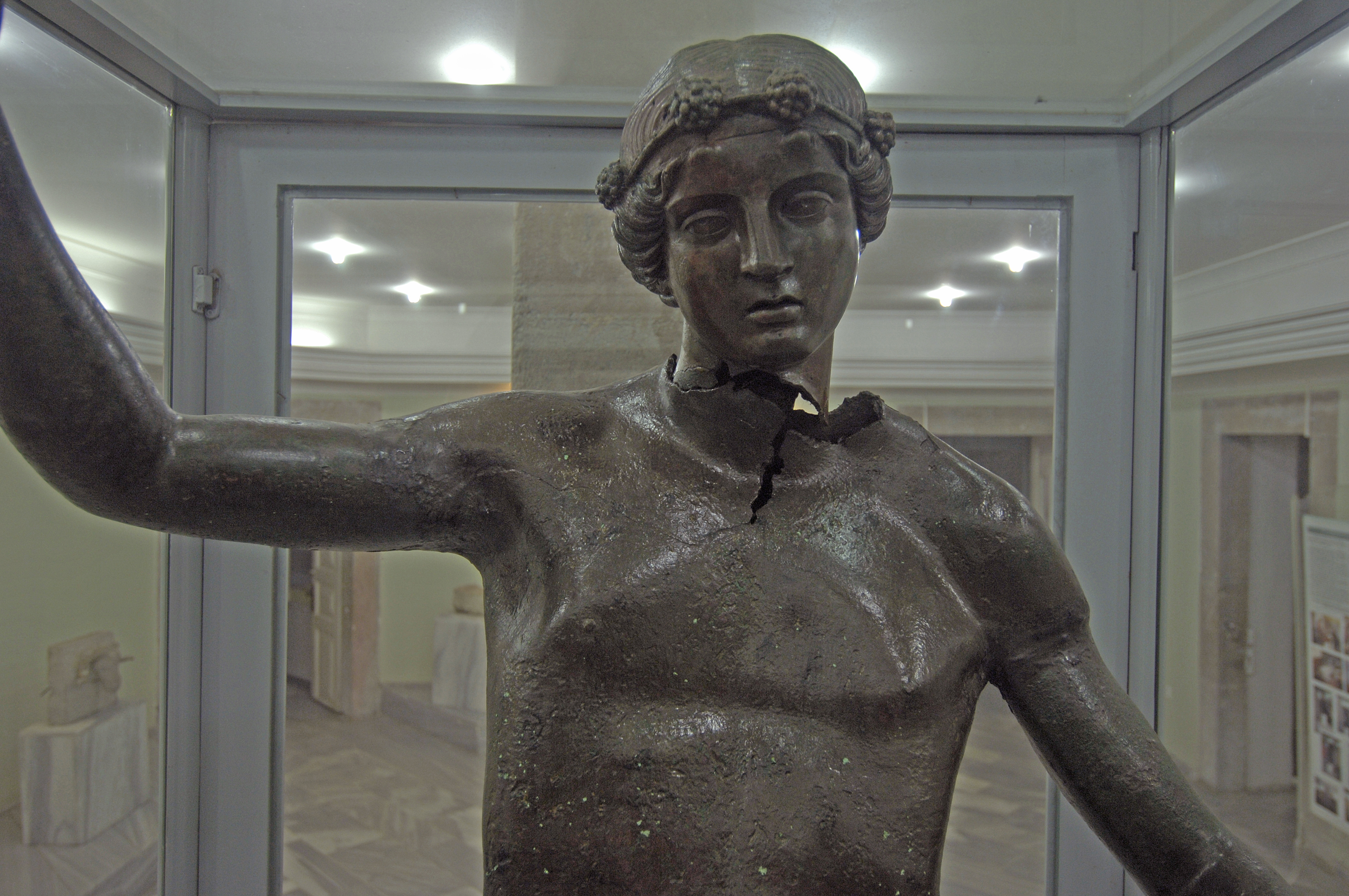
Статуя Гермеса
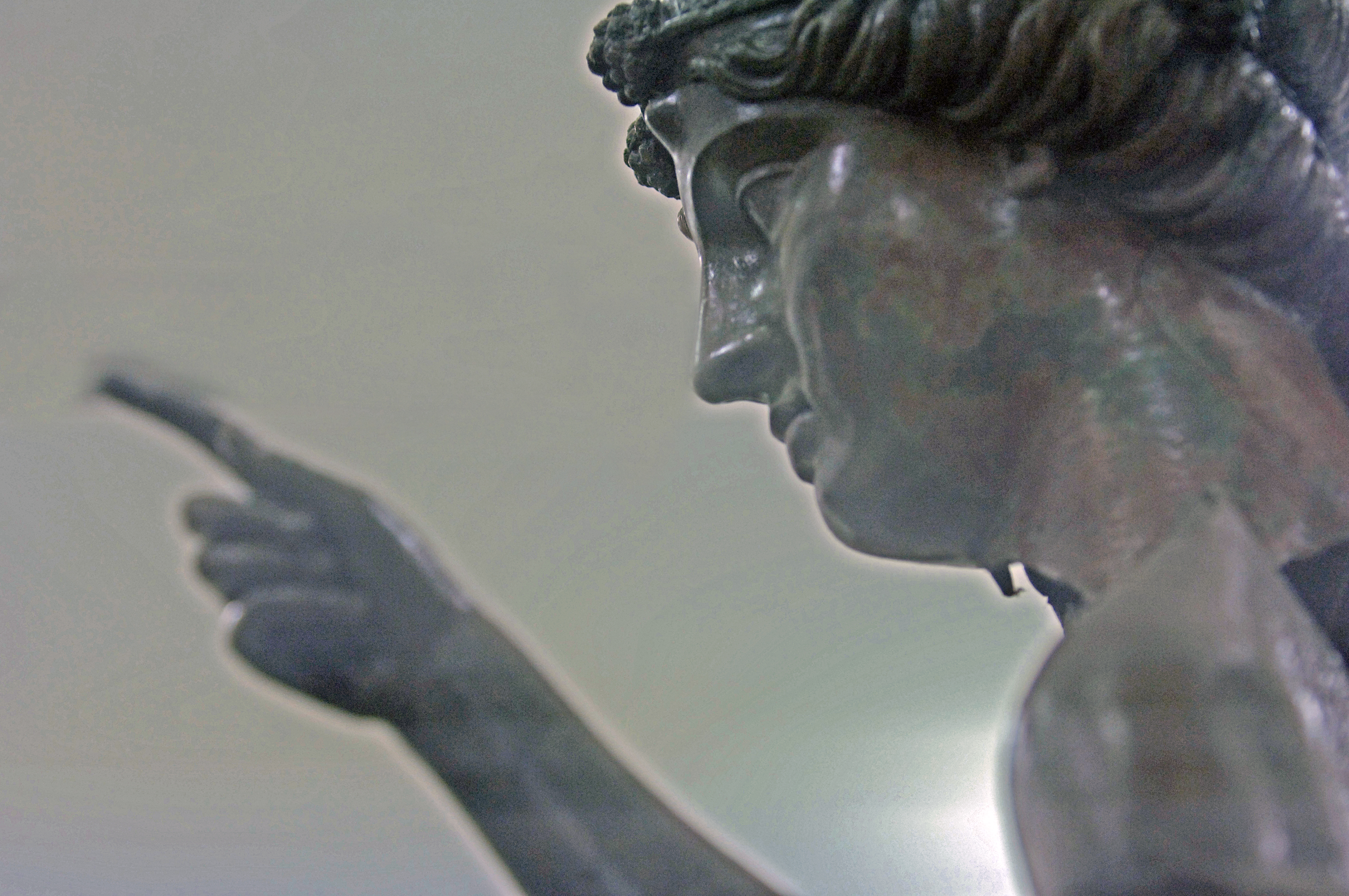
Статуя Гермеса